# Проспект Битарап Туркменистан
Проспект Битарап Туркменистан (туркм. Bitarap Türkmenistan şaýoly) — основной проспект Ашхабада, одна из крупнейших радиальных магистралей города, пересекающая его с севера на юг. С туркменского языка переводится как «проспект Нейтралитета Туркменистана». Исторически проспект назывался улицей Подвойского. В 2011 году была выполнена капитальная реконструкция проспекта турецкой компанией Полимекс. Проспект берёт своё начало от Монумента Нейтралитета. Вдоль проспекта построены новейшие беломраморные жилые дома, современные супермаркеты, административные здания и объекты инфраструктуры. Проспект пересекается с Чандыбилским, Арчабилским шоссе и улицей «10 йыл Абаданчылык».

## Технические характеристики
Проспект относится к транспортным объектам первой технической категории. Общая ширина проезжей части составляет 30 метров, всего восемь полос, на каждом из направлений — четыре полосы движения. Вместе с тротуарами, боскетами, разделительной полосой и вспомогательными дорогами ширина дороги составляет 80 метров. Бордюры тротуаров и проезжей части дорог вымощены гранитом. На протяжении всей трассы обустроены оформленные в туркменском стиле автобусные остановки, оснащённые кондиционером, телевизором и киоском продажи прессы, а также телефонные будки. Вдоль проспекта высажены деревья и кустарники. Улица оснащена светодиодной системой, светофорами, надземными и подземными переходами.

## Примечательные здания и сооружения
- Монумент нейтралитета
- Государственное объединение «Туркмен атлары»
- Отель «Огузкент»
- Министерство культуры Туркменистана
- Дайханбанк
- Центральный банк Туркменистана
- Туркменская государственная информационная служба